# 无须短稚鳕
无须短稚鳕（学名：Gadella inbarbatum）为輻鰭魚綱鱈形目稚鳕科短稚鳕属的鱼类。分布于日本四国岛的南部海区以及东中国海琉球海沟的北部等，属于较深海底层肉食性海鱼，深度200-800公尺，體長可達23公分。该物种的模式产地在日本高知。